# Leptodactylus syphax
Leptodactylus syphax é uma espécie de anfíbio  da família Leptodactylidae.
Pode ser encontrada nos seguintes países: Bolívia, Brasil e Paraguai.
Os seus habitats naturais são: savanas húmidas, matagal húmido tropical ou subtropical, matagal tropical ou subtropical de alta altitude, campos de gramíneas subtropicais ou tropicais secos de baixa altitude, campos de altitude subtropicais ou tropicais, rios, marismas de água doce, marismas intermitentes de água doce e áreas rochosas.
Está ameaçada por perda de habitat.